# Prima Categoria Lazio 1961-1962
Il campionato di calcio di Prima Categoria 1961-1962 è stato il quinto livello del campionato italiano. A carattere regionale, fu il terzo campionato dilettantistico con questo nome dopo la riforma voluta da Zauli del 1958.
Questi sono i gironi organizzati dal Comitato Regionale Laziale per la regione Lazio.

## Girone A

### Squadre partecipanti
| Club                      | Città              | Stagione precedente                              |
| ------------------------- | ------------------ | ------------------------------------------------ |
| S.S. A.Be.T.E.            | Roma               | 18º posto nel girone D della Serie D             |
| U.S. Astrea               | Roma               | 11º posto nel girone B dei Prima Categoria Lazio |
| A.S. Bracciano            | Bracciano (RM)     | 7º posto nel girone B dei Prima Categoria Lazio  |
| U.S. Civitavecchiese      | Civitavecchia (RM) | 4º posto nel girone A dei Prima Categoria Lazio  |
| G.S. Fiumicino            | Fiumicino (RM)     | 10º posto nel girone A dei Prima Categoria Lazio |
| A.S. Gallese              | Gallese (VT)       | ?                                                |
| G.S. INA-Casa             | Roma               | 8º posto nel girone A dei Prima Categoria Lazio  |
| A.S. Ostia Mare           | Ostia (RM)         | 6º posto nel girone A dei Prima Categoria Lazio  |
| A.S. Portuense            | Roma               | ?                                                |
| S.S. Rieti                | Rieti              | 1º posto nel girone B dei Prima Categoria Lazio  |
| S.P. Tarquinia            | Tarquinia (VT)     | 8º posto nel girone A dei Prima Categoria Lazio  |
| U.S. Tor di Quinto        | Roma               | ?                                                |
| U.S. Viterbese            | Viterbo            | 3º posto nel girone B dei Prima Categoria Lazio  |
| A.C. Viterbo              | Viterbo            | 2º posto nel girone B dei Prima Categoria Lazio  |
| ?.?. Volsinio             | Roma               | 8º posto nel girone C dei Prima Categoria Lazio  |
| A.S. Zucchet Passo Corese | Passo Corese (RI)  | 4º posto nel girone B dei Prima Categoria Lazio  |

### Classifica finale
|  | Pos. | Squadra              | Pt | G  | V  | N  | P  | GF | GS |
|  | ---- | -------------------- | -- | -- | -- | -- | -- | -- | -- |
|  | 1.   | INA-Casa             | 43 | 30 | 18 | 7  | 5  | 52 | 30 |
|  | 2.   | A.Be.T.E.            | 40 | 30 | 13 | 14 | 3  | 36 | 22 |
|  | 3.   | Civitavecchiese      | 37 | 30 | 13 | 11 | 6  | 37 | 21 |
|  | 4.   | Tor di Quinto        | 35 | 30 | 12 | 11 | 7  | 41 | 32 |
|  | 5.   | Gallese              | 32 | 30 | 14 | 6  | 10 | 40 | 31 |
|  | 5.   | Viterbo              | 32 | 30 | 10 | 12 | 8  | 38 | 31 |
|  | 5.   | Tarquinia            | 32 | 30 | 13 | 6  | 11 | 36 | 40 |
|  | 8.   | Rieti                | 31 | 30 | 12 | 7  | 11 | 54 | 38 |
|  | 9.   | Bracciano            | 30 | 30 | 8  | 14 | 8  | 35 | 38 |
|  | 10.  | Portuense            | 30 | 30 | 11 | 8  | 11 | 34 | 39 |
|  | 10.  | Viterbese            | 30 | 30 | 9  | 12 | 9  | 29 | 34 |
|  | 12.  | Ostia Mare           | 27 | 30 | 10 | 7  | 13 | 36 | 39 |
|  | 12.  | Zucchet Passo Corese | 27 | 30 | 9  | 9  | 12 | 38 | 40 |
|  | 14.  | Volsinio             | 20 | 30 | 5  | 10 | 15 | 16 | 41 |
|  | 15.  | Astrea               | 18 | 30 | 4  | 10 | 16 | 25 | 41 |
|  | 16.  | Fiumicino            | 14 | 30 | 4  | 6  | 20 | 25 | 55 |

Legenda:
      Ammessa alle finali regionali.
      Retrocessa in Seconda Categoria Lazio 1962-1963.
Regolamento:
Due punti a vittoria, uno a pareggio, zero a sconfitta.
In caso di pari punti per le squadre fuori dalla zona promozione e retrocessione era in vigore il pari merito. Per squadre coinvolte in promozione e retrocessione era previsto lo spareggio.

## Girone B

### Squadre partecipanti
| Club                 | Città                | Stagione precedente                              |
| -------------------- | -------------------- | ------------------------------------------------ |
| G.S. Acicalcio       | Roma                 | 3º posto nel girone A dei Prima Categoria Lazio  |
| A.S. Anzio           | Anzio (RM)           | 1º posto nel girone C dei Prima Categoria Lazio  |
| ?.?. Alitalia        | Roma                 | 4º posto nel girone B dei Prima Categoria Lazio  |
| A.S. Cynthia         | Genzano di Roma (RM) | 6º posto nel girone C dei Prima Categoria Lazio  |
| S.S. Formia          | Formia (LT)          | 2º posto nel girone D dei Prima Categoria Lazio  |
| Pol. Gaeta           | Gaeta                | 11º posto nel girone D dei Prima Categoria Lazio |
| A.S. Kalorgas Latina | Latina               | 5º posto nel girone D dei Prima Categoria Lazio  |
| A.S. Nettuno         | Nettuno (RM)         | 4º posto nel girone C dei Prima Categoria Lazio  |
| A.S. Priverno        | Priverno (RM)        | ?                                                |
| U.S. Rocca di Papa   | Rocca di Papa (RM)   | 11º posto nel girone C dei Prima Categoria Lazio |
| G.S. P.T.T. Roma     | Roma                 | 5º posto nel girone C dei Prima Categoria Lazio  |
| S.S. Romulea         | Roma                 | 17º posto nel girone D della Serie D             |
| G.S. S.T.E.F.E.R.    | Roma                 | 6º posto nel girone B dei Prima Categoria Lazio  |
| U.S. Terracinese     | Terracina (LT)       | 7º posto nel girone D dei Prima Categoria Lazio  |
| V.J.S. Velletri      | Velletri (RM)        | 6º posto nel girone D dei Prima Categoria Lazio  |
| S.S. Vivace          | Grottaferrata (RM)   | 10º posto nel girone C dei Prima Categoria Lazio |

### Classifica finale
|  | Pos. | Squadra         | Pt | G  | V  | N  | P  | GF | GS |
|  | ---- | --------------- | -- | -- | -- | -- | -- | -- | -- |
|  | 1.   | Romulea         | 49 | 30 | 22 | 5  | 3  | 62 | 17 |
|  | 2.   | STEFER Roma     | 44 | 30 | 18 | 8  | 4  | 45 | 22 |
|  | 3.   | Anzio           | 43 | 30 | 19 | 5  | 6  | 46 | 22 |
|  | 4.   | Alitalia        | 34 | 30 | 14 | 6  | 10 | 50 | 38 |
|  | 4.   | VJS Velletri    | 34 | 30 | 13 | 8  | 9  | 38 | 35 |
|  | 6.   | Formia          | 33 | 30 | 13 | 7  | 10 | 49 | 32 |
|  | 7.   | Cynthia         | 32 | 30 | 14 | 4  | 12 | 48 | 41 |
|  | 7.   | Nettuno         | 32 | 30 | 12 | 8  | 10 | 44 | 39 |
|  | 7.   | Terracinese     | 32 | 30 | 12 | 8  | 10 | 40 | 35 |
|  | 10.  | Kalorgas Latina | 28 | 30 | 9  | 10 | 11 | 39 | 36 |
|  | 11.  | Acicalcio       | 26 | 30 | 8  | 10 | 12 | 43 | 39 |
|  | 11.  | Vivace          | 26 | 30 | 10 | 6  | 14 | 26 | 36 |
|  | 11.  | Priverno        | 26 | 30 | 8  | 10 | 12 | 31 | 43 |
|  | 14.  | P.T.T. Roma     | 16 | 30 | 5  | 6  | 19 | 24 | 43 |
|  | 15.  | Gaeta           | 14 | 30 | 5  | 4  | 21 | 24 | 78 |
|  | 16.  | Rocca di Papa   | 9  | 30 | 2  | 5  | 23 | 29 | 87 |

Legenda:
      Ammessa alle finali regionali.
      Retrocessa in Seconda Categoria Lazio 1962-1963.
Regolamento:
Due punti a vittoria, uno a pareggio, zero a sconfitta.
In caso di pari punti per le squadre fuori dalla zona promozione e retrocessione era in vigore il pari merito. Per squadre coinvolte in promozione e retrocessione era previsto lo spareggio.

## Girone C

### Squadre partecipanti
| Club                  | Città               | Stagione precedente                              |
| --------------------- | ------------------- | ------------------------------------------------ |
| U.S. Albatrastevere   | Roma                | 7º posto nel girone C dei Prima Categoria Lazio  |
| S.S. A.L.M.A.S.       | Roma                | 1º posto nel girone A dei Prima Categoria Lazio  |
| A.C. Anitrella        | Anitrella (FR)      | 10º posto nel girone D dei Prima Categoria Lazio |
| G.C. A.T.A.C.         | Roma                | 2º posto nel girone C dei Prima Categoria Lazio  |
| A.C. Atina            | Atina (FR)          | 8º posto nel girone D dei Prima Categoria Lazio  |
| A.S. Bettini Quadraro | Roma                | 7º posto nel girone A dei Prima Categoria Lazio  |
| S.S. Cassino          | Cassino (FR)        | 9º posto nel girone D dei Prima Categoria Lazio  |
| S.S. Fiuggi           | Fiuggi (FR)         | ?                                                |
| S.S. Humanitas        | Roma                | 5º posto nel girone A dei Prima Categoria Lazio  |
| U.S. Isola Liri       | Isola del Liri (FR) | 4º posto nel girone D dei Prima Categoria Lazio  |
| ?.?. Limonappia       | Roma                | 9º posto nel girone B dei Prima Categoria Lazio  |
| G.S. O.M.I.           | Roma                | 2º posto nel girone C dei Prima Categoria Lazio  |
| A.S. Quarticciolo     | Roma                | 10º posto nel girone B dei Prima Categoria Lazio |
| U.S. Sora             | Sora (FR)           | 3º posto nel girone D dei Prima Categoria Lazio  |
| S.S. Tivoli           | Tivoli (RM)         | 2º posto nel girone C dei Prima Categoria Lazio  |
| S.S. Torpignattara    | Roma                | ?                                                |

### Classifica finale
|  | Pos. | Squadra               | Pt | G  | V  | N  | P  | GF | GS |
|  | ---- | --------------------- | -- | -- | -- | -- | -- | -- | -- |
|  | 1.   | Isola Liri            | 44 | 30 | 17 | 10 | 3  | 47 | 16 |
|  | 2.   | Limonappia            | 43 | 30 | 16 | 11 | 3  | 48 | 18 |
|  | 2.   | ALMAS                 | 43 | 30 | 17 | 9  | 4  | 58 | 25 |
|  | 2.   | Sora                  | 43 | 30 | 17 | 9  | 4  | 51 | 23 |
|  | 5.   | OMI Roma              | 40 | 30 | 16 | 8  | 6  | 49 | 24 |
|  | 5.   | Humanitas             | 40 | 30 | 16 | 8  | 6  | 47 | 28 |
|  | 7.   | ATAC                  | 36 | 30 | 14 | 8  | 8  | 43 | 28 |
|  | 8.   | Atina                 | 31 | 30 | 10 | 11 | 9  | 40 | 39 |
|  | 9.   | Tivoli                | 30 | 30 | 12 | 6  | 12 | 51 | 36 |
|  | 10.  | Fiuggi                | 29 | 30 | 7  | 15 | 8  | 32 | 31 |
|  | 11.  | Anitrella             | 20 | 30 | 6  | 8  | 16 | 34 | 66 |
|  | 11.  | Quarticciolo          | 20 | 30 | 5  | 10 | 15 | 25 | 54 |
|  | 13.  | Bettini Quadraro (-1) | 18 | 30 | 6  | 7  | 17 | 30 | 48 |
|  | 14.  | Albatrastevere        | 16 | 30 | 6  | 4  | 20 | 39 | 69 |
|  | 14.  | Cassino               | 16 | 30 | 6  | 4  | 20 | 28 | 68 |
|  | 16.  | Torpignattara         | 8  | 30 | 2  | 4  | 24 | 21 | 75 |

Legenda:
      Ammessa alle finali regionali.
      Retrocessa in Seconda Categoria Lazio 1962-1963.
Regolamento:
Due punti a vittoria, uno a pareggio, zero a sconfitta.
In caso di pari punti per le squadre fuori dalla zona promozione e retrocessione era in vigore il pari merito. Per squadre coinvolte in promozione e retrocessione era previsto lo spareggio.
Note:
Il Bettini Quadraro ha scontato 1 punto di penalizzazione.

## Girone finale
|  | Pos. | Squadra    | Pt | G | V | N | P | GF | GS |
|  | ---- | ---------- | -- | - | - | - | - | -- | -- |
|  | 1.   | Romulea    | ?  | ? | ? | ? | ? | ?  | ?  |
|  | 2.   | Isola Liri | ?  | ? | ? | ? | ? | ?  | ?  |
|  | 3.   | INA-Casa   | ?  | ? | ? | ? | ? | ?  | ?  |

Legenda:
      Promossa in Serie D 1962-1963.
Regolamento:
Due punti a vittoria, uno a pareggio, zero a sconfitta.